# Carlos Caballero
Carlos Orlando Caballero Sánchez (Olanchito, 5 de dezembro de 1958) é um ex-futebolista profissional hondurenho, que atuava como meia.

## Carreira
Carlos Orlando Caballero fez parte do elenco da histórica Seleção Hondurenha de Futebol da Copa do Mundo de 1982, ele fez uma partida. 